# Richard Sundström
Gustaf Richard Sundström, född 18 augusti 1869 i Sånga socken, Uppland, död 16 juni 1919 i Keren, var en svensk missionär, lingvist och etnograf.
Richard Sundström var son till hemmansägaren Gustaf Adolf Sundström. Efter mogenhetsexamen vid Fjellstedtska skolan i Uppsala 1893 studerade han vid Evangeliska fosterlandsstiftelsens missionsinstitut Johannelund 1894–1896 och prästvigdes i Linköping 1896. Han förberedde sig för missionärsverksamheten genom medicinska studier vid Livingstone College i London 1896–1897 och språkstudier i Florens 1897–1898 samt var missionär i Gheleb, Etiopien 1898–1913. I Keren, där han verkade från 1913 till sin död, ledde han uppförandet av en ny missionsstation och förordnades tidvis av italienska regeringen till stadsläkare där. Sundströms utpräglat vetenskapliga läggning gjorde sig gällande på flera områden. han lärde sig snabbt behärska tigre i tal och skrift, översatte till detta språk delar av bibeln (däribland hela Psaltaren) och ett stort antal sånger och berättelser samt utarbetade en grammatik över tigre och ett tigre-italienskt lexikon. Seder och bruk, religiösa åskådningar, historier och sagor försökte han närmare utforska. Mycket av detta ingick i Publications of the Princeton Expedition to Abyssinia. I etnografiskt forskningssyfte företog han även utgrävningar, bland annat i Adulis, och de påträffade föremålen, bildade grunden för ett senare uppfört museum i Asmara